# チャック・ベリー・イズ・オン・トップ
『チャック・ベリー・イズ・オン・トップ』（Chuck Berry Is on Top）は、チャック・ベリーが1959年に発表した3作目のスタジオ・アルバム。

## 解説
「ブルース・フォー・ハワイアンズ」を除く全曲とも既発のシングルA面/B面曲で、1958年以降に発表された曲が中心だが、収録曲のうち「メイベリーン」は1955年7月、「ロール・オーヴァー・ベートーベン」は1956年5月にリリースされた。Cub Kodaはオールミュージックにおいて満点の5点を付け「シングル曲のコレクションにアルバム用の穴埋め曲を追加した内容とはいえ（1950年代から1960年代初頭のロックンロールのLPはおおむね同様だが）、結果的には、チャック・ベリーのキャリアが最もよく分かる1枚となった」と評している。

## 収録曲
全曲ともチャック・ベリー作。12.はインストゥルメンタル。
1. オールモスト・グロウン "Almost Grown" – 2:22
2. キャロル "Carol" – 2:48
3. メイベリーン "Maybellene" – 2:23
4. スウィート・リトル・ロックンローラー "Sweet Little Rock & Roller" – 2:22
5. アンソニー・ボーイ "Anthony Boy" – 1:54
6. ジョニー・B.グッド "Johnny B. Goode" – 2:41
7. リトル・クイーニー "Little Queenie" – 2:43
8. ジョ・ジョ・ガン "Jo Jo Gunne" – 2:47
9. ロール・オーヴァー・ベートーベン "Roll Over Beethoven" – 2:24
10. アラウンド・アンド・アラウンド "Around and Around" – 2:42
11. ヘイ・ペドロ "Hey Pedro" – 1:57
12. ブルース・フォー・ハワイアンズ "Blues for Hawaiians" – 3:26

### 2010年再発CD (UICY-94626) ボーナス・トラック
2013年再発盤(UICY-75943)、2015年再発盤(UICY-77329)、2017年再発盤(UICY-78359)も同様の内容となっている。
1. オー・イェー "Oh Yeah"
2. タイム・ワズ（ファスト・ヴァージョン） "Time Was (Fast Version)"
3. ハウス・オブ・ブルー・ライツ "House of Blue Lights"
4. スウィート・リトル・ロックンローラー（オルタネイト・テイク5） "Sweet Little Rock & Roller (Alternate Take 5)"
5. ロング・ファスト・ジャム "Long Fast Jam"
6. ロング・スロー・ジャム "Long Slow Jam"
7. ラン・ルドルフ・ラン "Run Rudolph Run"
8. リトル・クイーニー（テイク8） "Little Queenie (Take 8)"
9. ザッツ・マイ・ディザイアー "That's My Desire"
10. ドゥ・ユー・ラヴ・ミー（オルタネイト） "Do You Love Me (Alternate)"
11. ドゥ・ユー・ラヴ・ミー "Do You Love Me"